# Mostowo (województwo zachodniopomorskie)
Mostowo – osada w Polsce położona w województwie zachodniopomorskim, w powiecie koszalińskim, w gminie Manowo.
W latach 1975–1998 miejscowość należała administracyjnie do województwa koszalińskiego.
Osada leży na pograniczu Pobrzeża Słowińskiego i Pojezierza Drawskiego, przy Jeziorze Rosnowskim, będącym zbiornikiem zaporowym na rzece Radew przy drodze DK11, wśród lasów. Znajduje się tu kamping, nad jeziorem plaża i  łowisko dla wędkarzy.